# Edward Cetnarowski
Edward Cetnarowski (ur. 3 października 1877 w Rzeszowie, zm. 3 września 1933 w Krakowie) – doktor medycyny, lekarz ginekolog, pracował jako asystent u doktora Henryka Jordana. Był jednym z działaczy klubowych Cracovii, jej piątym prezesem (w latach 1919–1932) oraz pierwszym prezesem honorowym (od 31 stycznia 1932).
Był współzałożycielem i pierwszym prezesem Polskiego Związku Piłki Nożnej (od 1919). Przeniesienie siedziby PZPN z Krakowa do Warszawy oraz porażka w sporach o zorganizowanie ligi była bezpośrednią przyczyną ustąpienia Cetnarowskiego z funkcji prezesa. W lutym 1928 został prezesem honorowym.
W 1921 był w gronie pięciu założycieli „Przeglądu Sportowego”. Miał również swój epizod w roli członka "komisji selekcyjnej". Wraz z Władysławem Jentysem i Józefem Lustgartenem ustalili skład na spotkanie reprezentacji Polski z Królestwem SHS 1 października 1922.

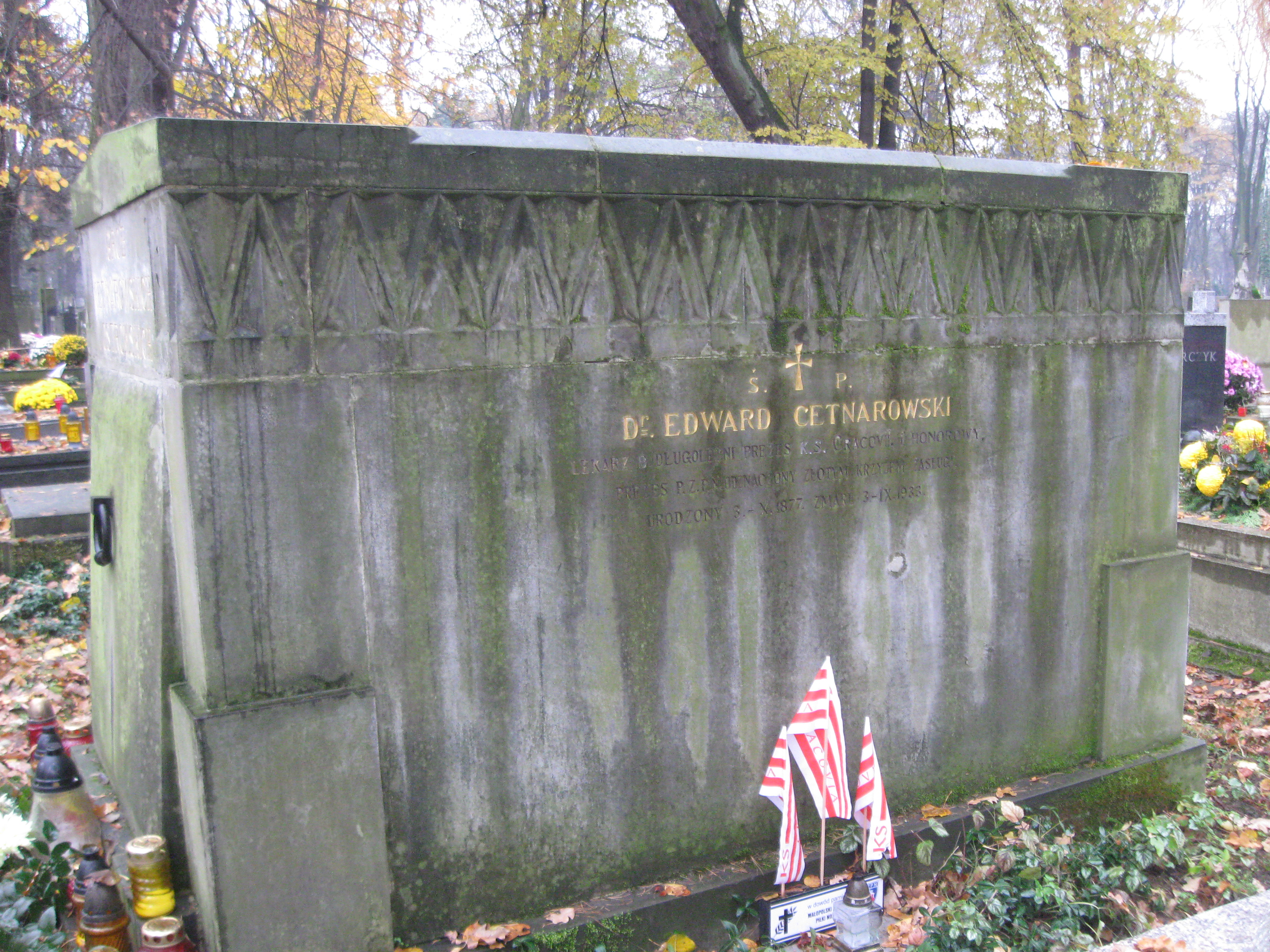
Grobowiec Edwarda Cetnarowskiego

Zmarł nagle, w wieku 56 lat, kiedy otwierał rozpoczynający się w Krakowie finałowy turniej o mistrzostwo Polski w hazenie (dawna nazywa piłki ręcznej kobiet). Pogrzeb Cetnarowskiego był ogromnym wydarzeniem. Po jego śmierci napłynęło wiele telegramów kondolencyjnych od prezesów zagranicznych związków piłki nożnej, m.in. ze Szwecji, Austrii i Węgier.
W 1945 jego imieniem nazwano stadion Cracovii (nazwa używana była do 1948).
Został pochowany na cmentarzu Rakowickim w Krakowie (kwatera XIIIA-płn-31).

## Ordery i odznaczenia
- Złoty Krzyż Zasługi (9 listopada 1929)[2]